# 페터루카스 그라프
페터루카스 그라프(독일어: Peter-Lukas Graf, 1929년 1월 5일 ~ )는 스위스 취리히에서 태어난 스위스의 플루트 연주자이다. 그는 안드레 자우네의 제자였고, 나중에 파리 음악원에 다녔고, 그곳에서 마르셀 모이즈, 로저 코르토와 함께 1등상을 받았다. 그는 오케스트라와 독주자로서 플루트를 연주하는 것 외에도, 지휘자이고, 오케스트라와 오페라 지휘자로서 몇 년을 독점적으로 보냈다. 그는 또한 교사이고, 1973년부터 바젤 음악 아카데미와 비엘라의 음악 아카데미 로렌조 페로시에서 가르쳤다. 그라프는 1972년 5월 제임스 골웨이의 결혼식에서 연주했다. 2005년 그라프는 크라쿠프의 음악 아카데미에서 명예 박사 학위를 받았다.